# Primulina crassituba
Primulina crassituba là một loài thực vật có hoa trong họ Tai voi (Gesneriaceae). Loài này được W.T. Wang mô tả khoa học đầu tiên năm 1989 dưới danh pháp Chirita crassituba.